# Bahnhof Berlin Jannowitzbrücke
Bahnhof Jannowitzbrücke ist der Name sowohl eines S-Bahnhofs als auch eines U-Bahnhofs an der gleichnamigen Brücke im Berliner Ortsteil Mitte und sie sind ein Kreuzungspunkt des öffentlichen Nahverkehrs. Südlich des S-Bahnhofs befindet sich die Brückenstraße, nördlich die Holzmarktstraße und die Alexanderstraße. Am Bahnhof ist auch ein Anleger verschiedener privater Ausflugs- und Stadtrundfahrtsschiffe, unter anderem von der Stern und Kreisschiffahrt und der Reederei Riedel.

## S-Bahnhof
Als die Jannowitzbrücke neu errichtet wurde (1881–1883), wurde gleichzeitig der Vorortbahnhof auf dem Stadtbahnviadukt direkt neben der Spree eröffnet. Als Eröffnungsdatum wird offiziell der 7. Februar 1882 angegeben. Da die Haltestelle nur eine offene Bahnsteigüberdachung erhielt, waren die Fahrgäste verstärkt dem Wetter und der Rauchentwicklung der Lokomotiven ausgesetzt. 1885 erhielt die Station daher einen ersten Wetterschutz in Form einer Glaswand, die zwischen den Vorort- und dem Ferngleispaar errichtet wurde. Über ein Dach waren die Glaswand und die bestehende Bahnsteigüberdachung miteinander verbunden, sodass die Konstruktion einer nach Norden hin halb offenen Bahnsteighalle entstand.

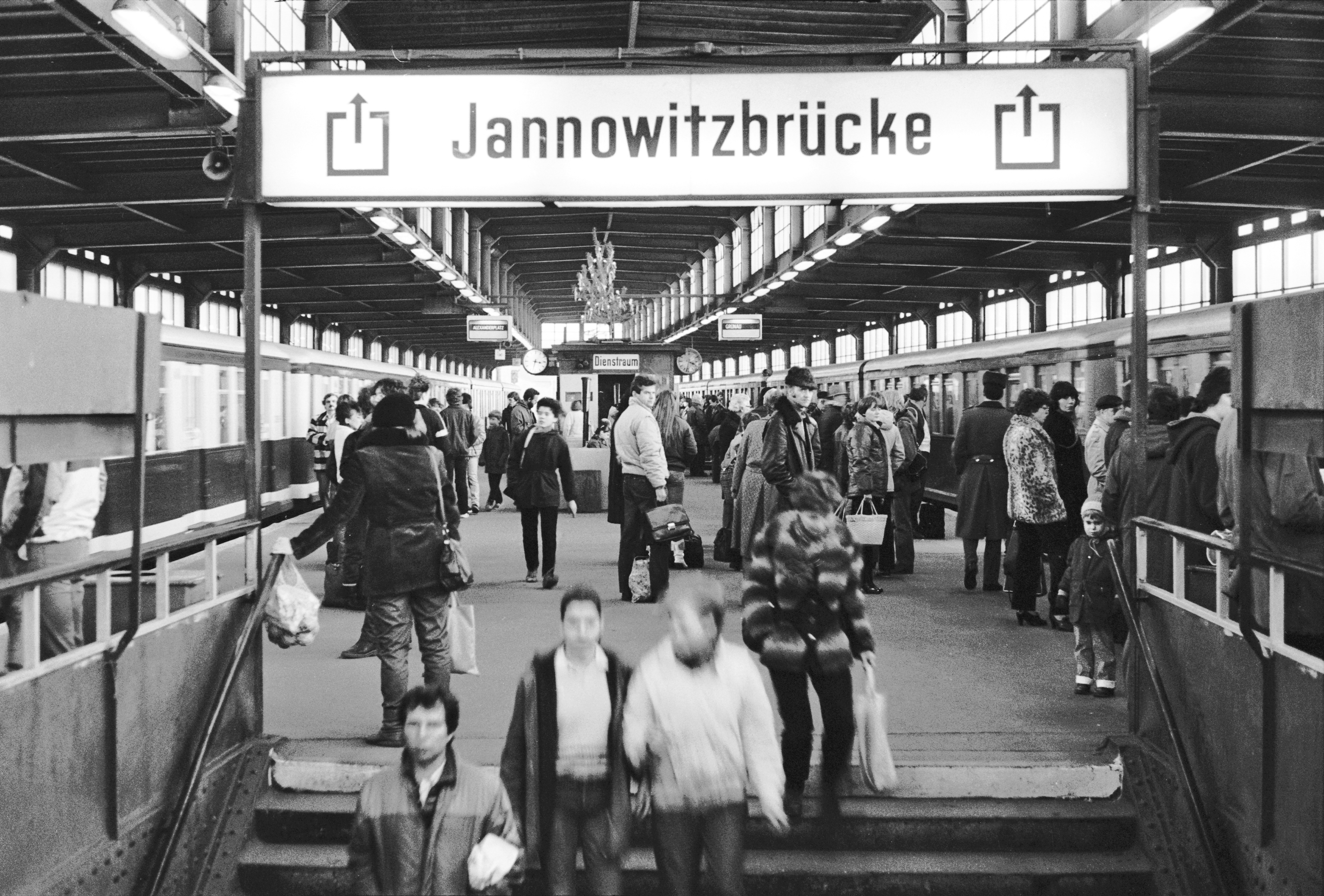
S-Bahnhof (1984)

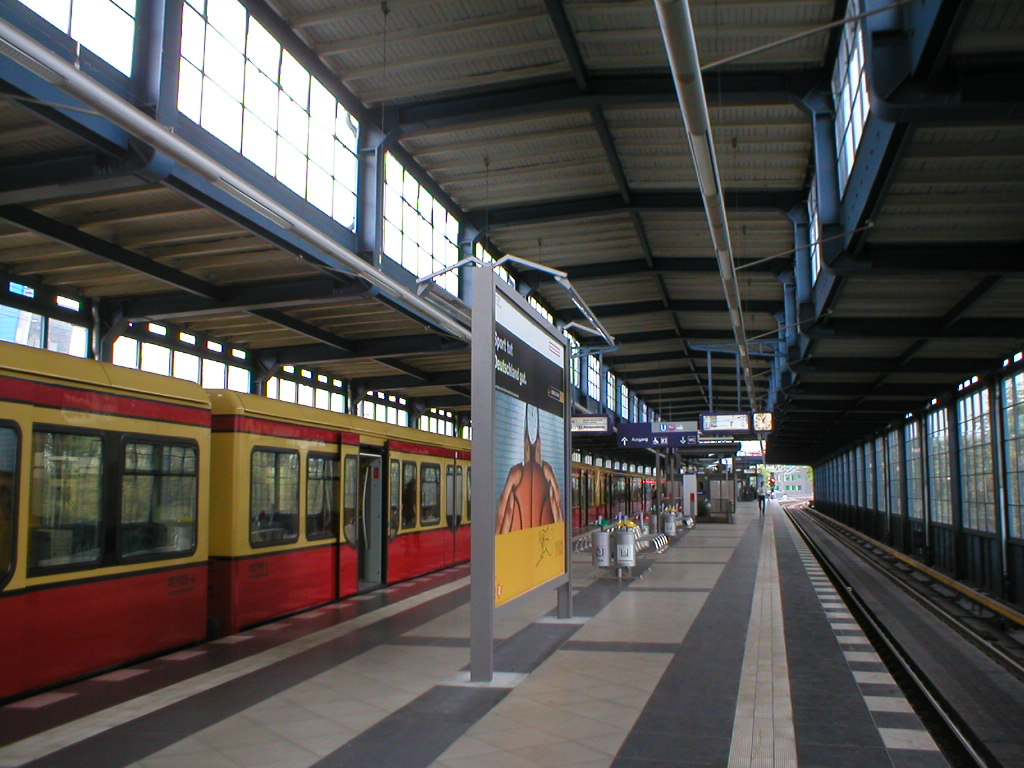
Bahnsteig des S-Bahnhofs, links ein Zug der Baureihe 481/482

Der Verkehr der Stadtbahn nahm stetig zu und der schmale Mittelbahnsteig des Vorortbahnhofes Jannowitzbrücke musste verbreitert werden. Um genügend Platz zu erhalten, wurden die Gleise des Fernverkehrs 1906/1907 leicht in Richtung Süden verlegt, sodass sie jetzt durch eine tragende Konstruktion direkt über der Spree lagen. 1997 wurde die Konstruktion leicht verändert, um die Stabilität zu erhöhen.
Als sich das neue System der S-Bahn bewährt hatte und ab 1928 auch auf der Stadtbahn elektrische Züge fahren sollten, wurde der Bahnhof abgerissen und von 1927 bis 1932 nach Plänen des Architekten Hugo Röttcher in seiner heutigen Form neu erbaut. Ab dem 11. Juni 1928 fuhren auch S-Bahn-Züge in der neu errichteten Station.
Am Ende des Zweiten Weltkriegs musste die S-Bahn im April 1945 ihren Betrieb einstellen. Ab 15. November 1945 fuhren wieder S-Bahn-Züge, und der Verkehr stieg aufgrund der Umsteigemöglichkeit von S- und U-Bahn stetig an. Diese Umsteigemöglichkeit gab es seit dem Mauerbau am 13. August 1961 nicht mehr: Hinweise auf die U-Bahn wurden entfernt. Bereits am 11. November 1989 – wenige Tage nach der politischen Wende – war es hier wieder möglich, zwischen S-Bahn und U-Bahn umzusteigen.
Danach stand eine gründliche Sanierung der Stadtbahn an. Während der ersten Phase der Sanierungsarbeiten im Bereich der S-Bahn-Gleise fuhren die S-Bahn-Züge auf den dafür mit Stromschienen ausgerüsteten Ferngleisen außerhalb der S-Bahn-Halle. In dieser Zeit entfielen die Verkehrshalte. So war es möglich, die S-Bahn-Station vom 15. November 1994 bis zum 21. Oktober 1996 komplett zu sanieren. Seitdem bereichern ein Aufzug, mehrere Rolltreppen und Geschäfte den Bahnhof.
Seit Ende 2015 erfolgt die Zugabfertigung durch den Triebfahrzeugführer mittels Führerraum-Monitor (ZAT-FM).

## U-Bahnhof

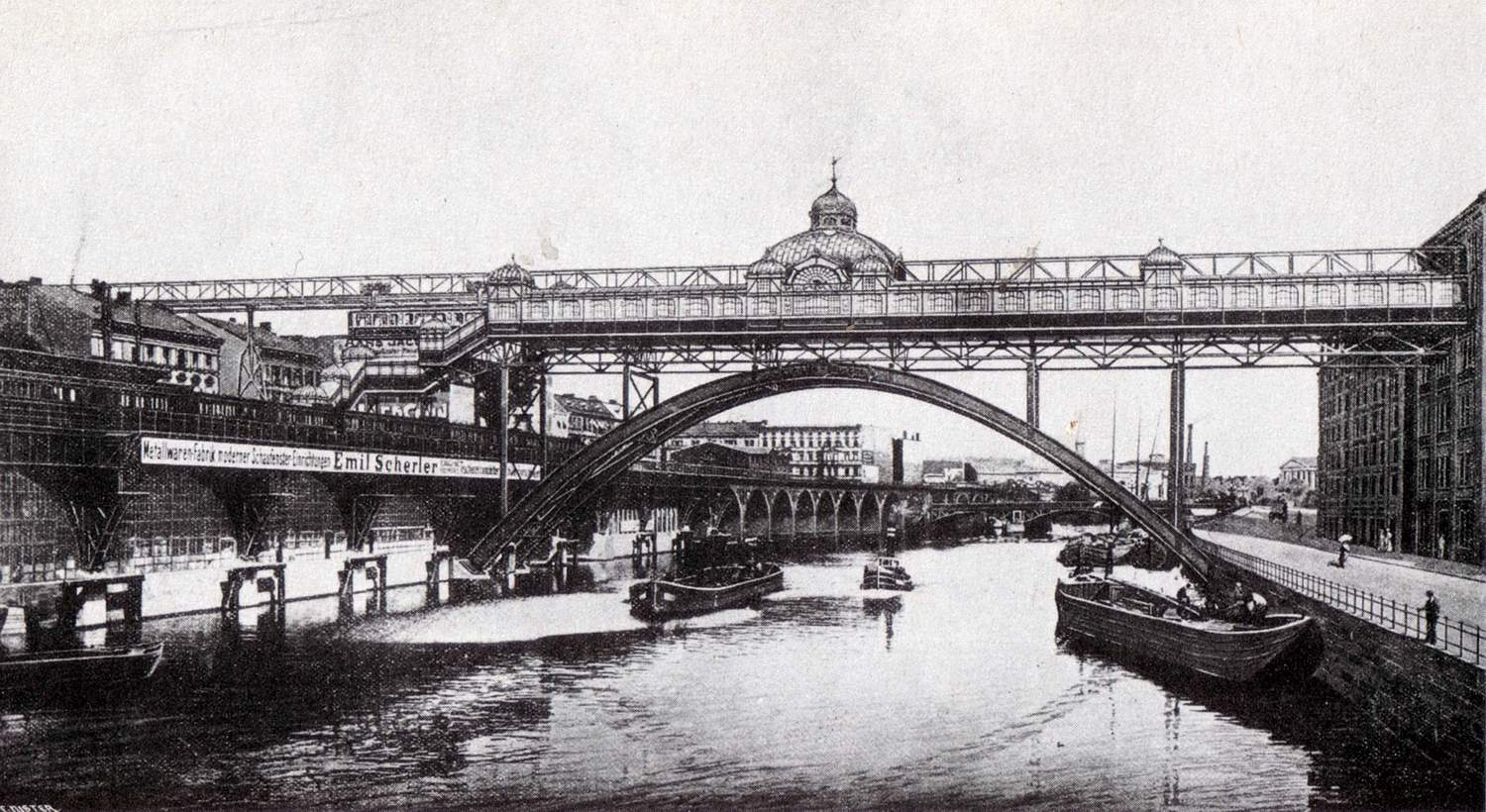
Zeichnung für einen geplanten Schwebebahnhof Jannowitzbrücke (1904)

Nachdem Ende des 19. Jahrhunderts in Berlin der Entschluss gefasst worden war, ein neues Schnellbahnsystem zu errichten, gingen verschiedene Vorschläge dazu ein. Neben dem später erbauten U-Bahn-System von Siemens gab es auch das 1902 vorgestellte Projekt einer Hängebahn, wie sie zum Beispiel mit der Wuppertaler Schwebebahn erfolgreich ausgeführt wurde. Dafür wurde auch ein Schwebebahnhof in der Nähe der Jannowitzbrücke in Erwägung gezogen. Aus ästhetischen Gründen lehnten die Berliner Stadtväter dieses System jedoch ab und favorisierten das U-Bahn-System von Siemens beziehungsweise AEG.
Die AEG legte im Jahr 1907 Pläne für eine neue U-Bahn-Linie von Rixdorf (heute: Neukölln) nach Gesundbrunnen vor. Die Verhandlungen mit der Stadt verliefen sehr zäh, bis sich schließlich die beiden Parteien 1912 auf einen Vertrag einigen konnten. Nachdem infolge des Ersten Weltkriegs und der darauffolgenden Inflationszeit die AEG-Schnellbahn-AG, eine Tochtergesellschaft der AEG, liquidiert wurde, fielen der Stadt Berlin die bisher errichteten U-Bahn-Bauten zu. Dazu gehörte unter anderem auch die Spreeunterfahrung bei der Jannowitzbrücke. Diese befand sich allerdings nicht wie heute unter der Jannowitzbrücke, sondern schräg unter der Spree zwischen Jannowitzbrücke und der westlich gelegenen Waisenbrücke. Dieses Tunnelstück wurde später als Betriebstunnel genutzt und stellt das südliche Ende des Waisentunnels dar. In der Folge korrigierte die Stadt noch einmal den Verlauf, zum Beispiel am Alexanderplatz, um bessere Umsteigebeziehungen zu erreichen.

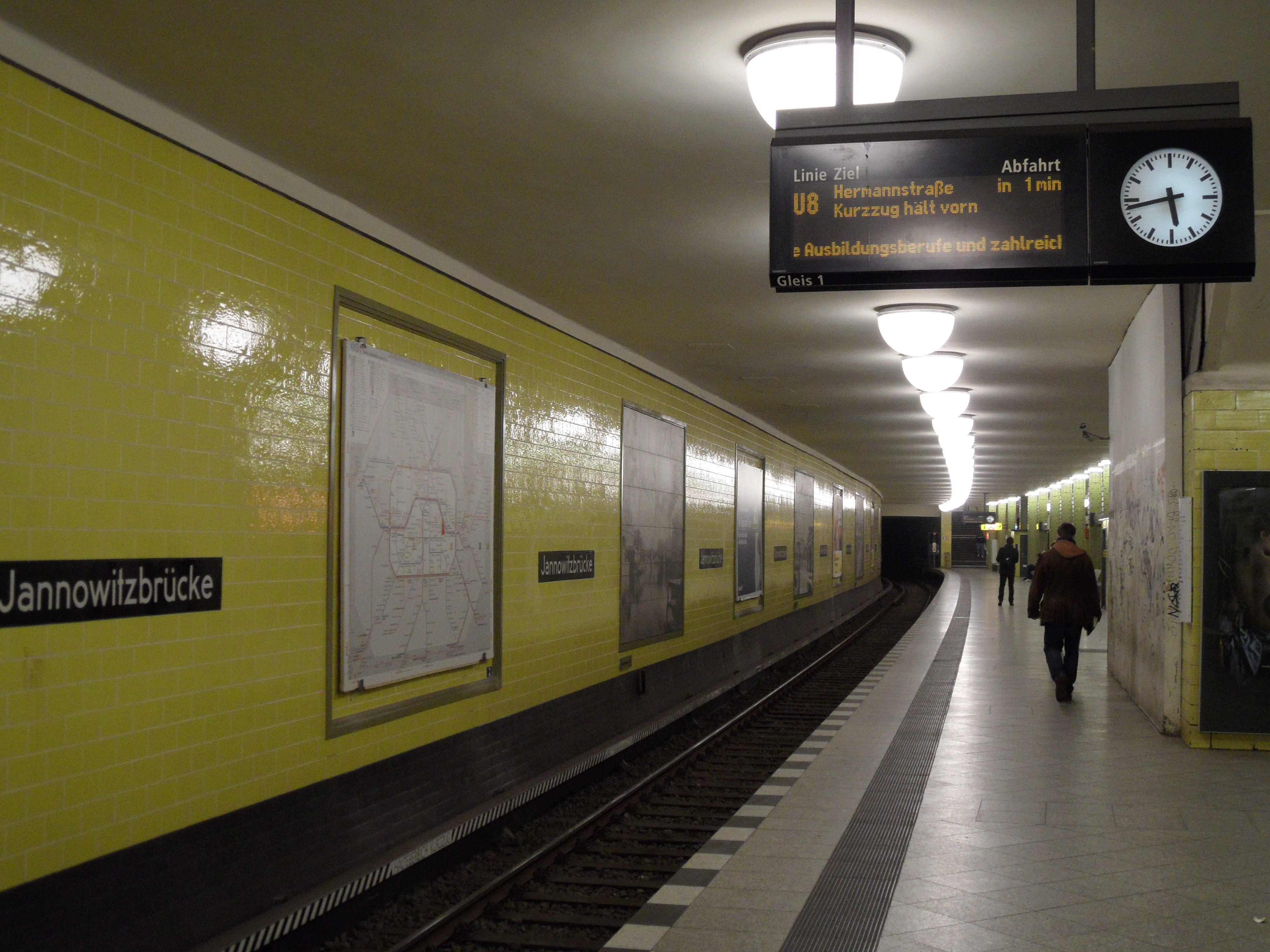
Bahnsteig des U-Bahnhofs nach der Sanierung

Am 6. April 1928 wurde die Strecke der heutigen Linie U8 zwischen U-Bahnhof Schönleinstraße und dem damaligen U-Bahnhof Neanderstraße (heute: Heinrich-Heine-Straße) eröffnet. Da die Jannowitzbrücke in einem schlechten Zustand war, wurde sie durch einen Neubau ersetzt; der Straßenverkehr wurde während der Bauzeit über die nahe Waisenbrücke umgeleitet. Für Fußgänger wurde eine eigene Behelfsbrücke errichtet. Schließlich konnte am 18. April 1930 der Abschnitt vom U-Bahnhof Neanderstraße bis zum U-Bahnhof Gesundbrunnen mit dem U-Bahnhof Jannowitzbrücke eröffnet werden.
Im Zweiten Weltkrieg erlitt der Bahnhof kaum Schäden, nur in der Zeit des „Endkampfs“ war er vom April bis zum 16. Juni 1945 geschlossen. Die damalige Linie D – heute U8 – konnte als erste aller Linien bereits am 16. Juni in voller Länge und im Umlaufbetrieb auf der Strecke vom U-Bahnhof Gesundbrunnen bis zum U-Bahnhof Leinestraße befahren werden.
16 Jahre später, mit dem Beginn des Mauerbaus am 13. August 1961, wurde der Bahnhof für mehr als 28 Jahre geschlossen. Die Station wurde dadurch ein „Geisterbahnhof“; die Züge fuhren ohne Halt durch, da die Linie D nun keinen Verkehrshalt in Ost-Berlin hatte. Die Übergänge zum zwei Ebenen weiter oben liegenden Bahnsteig der S-Bahn wurden verschlossen. Wie an vielen Stellen der beiden Transitlinien (Linie C und Linie D) waren jedoch im Straßenraum die Fahrgeräusche der U-Bahn-Züge zu hören. Auf den beiden Transitlinien wurden jeweils die Züge ältester Baureihen eingesetzt, da die BVG (West) befürchtete, dass die DDR Neubauzüge über den Waisentunnel nach Ost-Berlin verschleppen könnte.

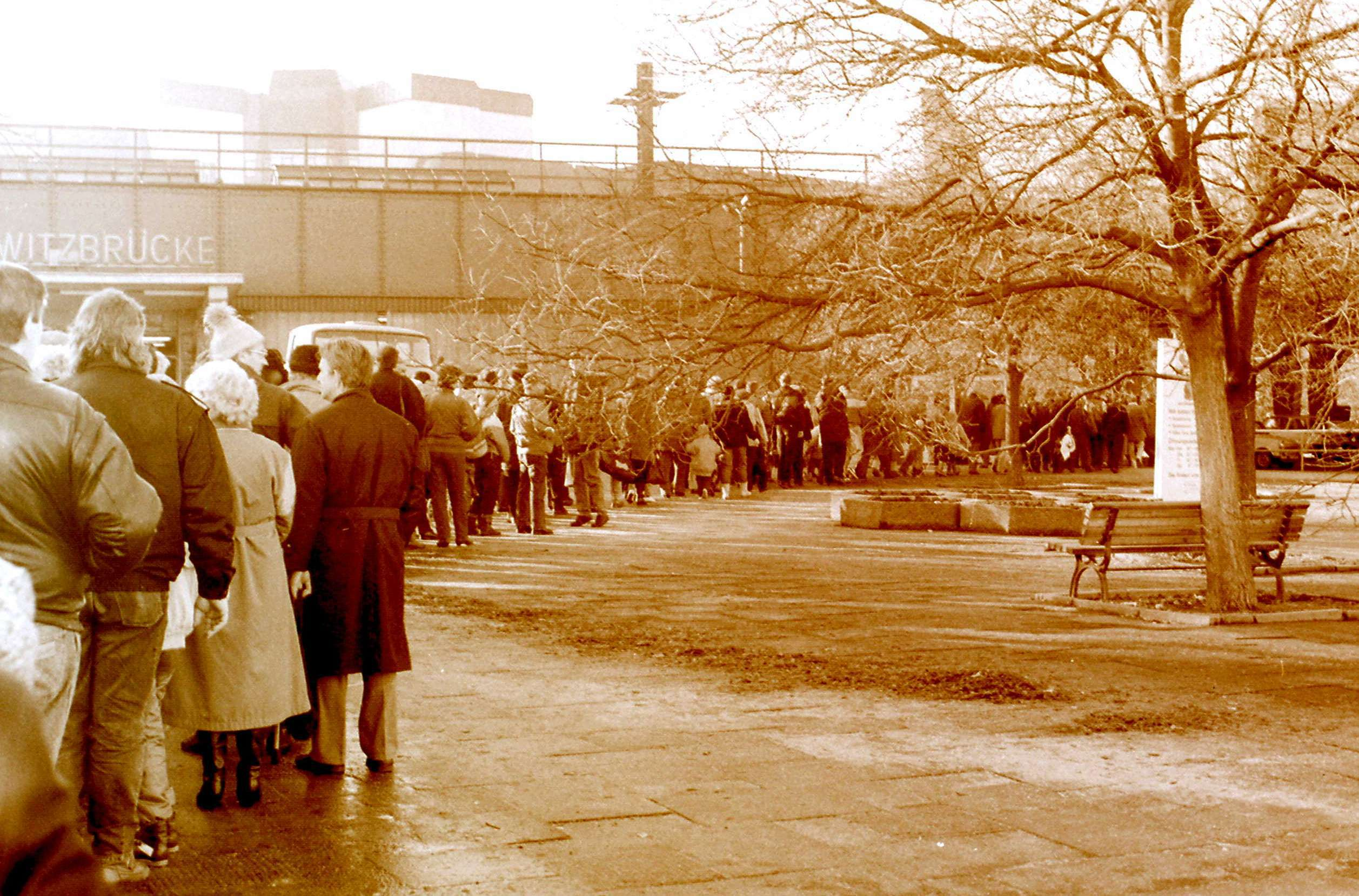
Öffnung des provisorischen Grenzübergangs am U-Bahnhofs Jannowitzbrücke im Jahr 1989

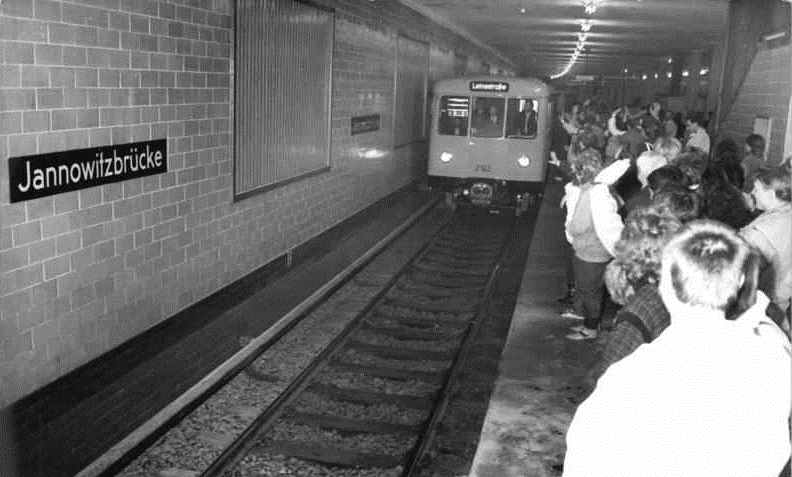
Wiedereröffnung im Jahr 1989

Zur Zeit der politischen Wende spielte der U-Bahnhof Jannowitzbrücke wieder eine wichtige Rolle: Bereits zwei Tage nach dem Mauerfall wurde der U-Bahnhof am 11. November 1989 als Grenzübergangsstelle wiedereröffnet, weil sich das Bauwerk in einem vergleichsweise gutem Zustand befand und das zwischen U- und S-Bahn befindliche Zwischengeschoss dafür eignete. Nach kurzer Zeit wurde für die Reisenden ein Richtungsverkehr eingerichtet, für die Ausreise wurde der Nordeingang an der Alexanderstraße genutzt, für die Einreise der direkte Übergang zur S-Bahn.
Somit übernahm der Bahnhof eine wichtige Rolle im Grenzverkehr: Die Ost-Berliner, die mit der S-Bahn angereist waren, konnten nun über den U-Bahnhof Hermannplatz mit der U7 ins West-Berliner Zentrum gelangen, ohne den überlasteten Grenzübergang am Bahnhof Friedrichstraße passieren zu müssen. Monate später, am 1. Juli 1990, entfielen mit der Währungs-, Wirtschafts- und Sozialunion zwischen den beiden deutschen Staaten auch die Grenzkontrollen; somit konnte der Bahnhof wieder uneingeschränkt benutzt werden.
In den Jahren 2002 und 2003 erfolgten eine Deckensanierung des Bahnhofs, die Erneuerung der Beleuchtung sowie eine Vervollständigung mit dem Fahrgastinformationssystem „DAISY“. Am 19. Januar 2009 begann die Generalsanierung des Bahnsteigs, bei der im ersten Bauabschnitt bis zum 3. Mai die Seite des Bahnsteigs in Richtung Hermannstraße komplett erneuert und mit einem Blindenleitsystem versehen wurde. Vom 4. Mai bis zum 23. Juli 2009 folgte dann im zweiten Bauabschnitt die Seite in Richtung Wittenau. Die Öffnung war erst für den 13. August geplant, doch um die Einschränkungen im S-Bahn-Verkehr (kein Verkehr auf der Stadtbahn) abzumildern, wurde der Bahnhof früher freigegeben.
In einer zweiten Phase der Bahnhofssanierung wurde die südliche Vorhalle saniert, ein Aufzug installiert und ein Ausgang in Richtung Holzmarktstraße geöffnet. Außerdem wurde ein neues Service-Center eröffnet. Bis Mitte 2010 sollten die Bahnhofsmöbel erneuert werden und die Erneuerung der Fliesen im Hintergleisbereich und auf dem Bahnsteig (Pfeiler usw.) durchgeführt werden. Die Sanierungsarbeiten sind mittlerweile abgeschlossen.
Am 22. Dezember 2017 wurde ein Aufzug vom U-Bahnsteig zur Straßenoberfläche in Betrieb genommen, sodass seit diesem Zeitpunkt der Zugang zum Bahnsteig barrierefrei möglich ist. Am 20. Dezember 2018 wurde der umgebaute und hierbei um 90 Grad gedrehte Ausgang an der Ecke Alexanderstraße/Holzmarktstraße wieder eröffnet.

## Anbindung
| Linie | Verlauf | Takt in der HVZ |
| ----- | --- | --------------- |
|       | Spandau – Stresow – Pichelsberg – Olympiastadion – Heerstraße – Messe Süd – Westkreuz – Charlottenburg – Savignyplatz – Zoologischer Garten – Tiergarten – Bellevue – Hauptbahnhof – Friedrichstraße – Hackescher Markt – Alexanderplatz – Jannowitzbrücke – Ostbahnhof – Warschauer Straße – Ostkreuz – Rummelsburg – Betriebsbahnhof Rummelsburg – Karlshorst – Wuhlheide – Köpenick – Hirschgarten – Friedrichshagen – Rahnsdorf – Wilhelmshagen – Erkner \|\| 20 min                 |                 |
|       | Westkreuz – Charlottenburg – Savignyplatz – Zoologischer Garten – Tiergarten – Bellevue – Hauptbahnhof – Friedrichstraße – Hackescher Markt – Alexanderplatz – Jannowitzbrücke – Ostbahnhof – Warschauer Straße – Ostkreuz – Nöldnerplatz – Lichtenberg – Friedrichsfelde Ost – Biesdorf – Wuhletal – Kaulsdorf – Mahlsdorf – Birkenstein – Hoppegarten – Neuenhagen – Fredersdorf – Petershagen Nord – Strausberg – Hegermühle – Strausberg Stadt – Strausberg Nord \|\| 10 min         |                 |
|       | Potsdam Hauptbahnhof – Babelsberg – Griebnitzsee – Wannsee – Nikolassee – Grunewald – Westkreuz – Charlottenburg – Savignyplatz – Zoologischer Garten – Tiergarten – Bellevue – Hauptbahnhof – Friedrichstraße – Hackescher Markt – Alexanderplatz – Jannowitzbrücke – Ostbahnhof – Warschauer Straße – Ostkreuz – Nöldnerplatz – Lichtenberg – Friedrichsfelde Ost – Springpfuhl – Poelchaustraße – Marzahn – Raoul-Wallenberg-Straße – Mehrower Allee – Ahrensfelde \|\| 10 min        |                 |
|       | Spandau – Stresow – Pichelsberg – Olympiastadion – Heerstraße – Messe Süd – Westkreuz – Charlottenburg – Savignyplatz – Zoologischer Garten – Tiergarten – Bellevue – Hauptbahnhof – Friedrichstraße – Hackescher Markt – Alexanderplatz – Jannowitzbrücke – Ostbahnhof – Warschauer Straße – Treptower Park – Plänterwald – Baumschulenweg – Schöneweide – Johannisthal – Adlershof – Altglienicke – Grünbergallee – Schönefeld (bei Berlin) – Waßmannsdorf – Flughafen BER \|\| 20 min |                 |
|       | Wittenau (Wilhelmsruher Damm) – Rathaus Reinickendorf – Karl-Bonhoeffer-Nervenklinik – Lindauer Allee – Paracelsus-Bad – Residenzstraße – Franz-Neumann-Platz (Am Schäfersee) – Osloer Straße – Pankstraße – Gesundbrunnen – Voltastraße – Bernauer Straße – Rosenthaler Platz – Weinmeisterstraße – Alexanderplatz – Jannowitzbrücke – Heinrich-Heine-Straße – Moritzplatz – Kottbusser Tor – Schönleinstraße – Hermannplatz – Boddinstraße – Leinestraße – Hermannstraße \|\| 05 min   |                 |

Der Bahnhof wird von vier Linien der Berliner S-Bahn sowie der U-Bahn-Linie U8 bedient. Ferner bestehen Umsteigemöglichkeiten zur Omnibuslinie 300 der BVG.